# Pachycephala orpheus
Pachycephala orpheus е вид птица от семейство Pachycephalidae.

## Разпространение
Видът е разпространен в Индонезия и Източен Тимор.